# Soen
 (septembre 2018).
Soen est un groupe de métal progressif suédois fondé par Martin Lopez en 2004. Leur premier album, Cognitive, est paru en 2012, suivi de Tellurian en 2014, de Lykaia en 2017 et de Lotus en 2019. Imperial est sorti en 2021 et Memorial est sorti en septembre 2023.

## Historique
Le groupe a été fondé en 2004, mais n'est actif qu'à partir de 2010. Le groupe est alors formé de Martin Lopez, Kim Platbarzdis, Joel Ekelöf et Steve DiGiorgio. 

## Membres

### Membres actuels
- Martin Lopez - batterie et percussions (depuis 2010)
- Joel Ekelöf - voix (depuis 2010)
- Lars Åhlund - clavier (depuis 2014)
- Oleksii “Zlatoyar” Kobel - basse (depuis 2020)
- Cody Ford - guitare (depuis 2018)

### Anciens membres
- Kim Platbarzdis - guitare (2010-2015)
- Steve DiGiorgio - basse (2010-2013)
- Christian Andolf - basse (musicien de session)
- Marcus Jidell - guitare (2015-2018)
- Stefan Stenberg - basse (2013-2020)

## Discographie

### Albums studio
- 2012 : Cognitive
- 2014 : Tellurian
- 2017 : Lykaia
- 2019 : Lotus
- 2021 : Imperial
- 2023 : Memorial

### Albums live
- 2022 : Atlantis